# Championnats du monde de vol à ski 1981
Navigation
Planica 1979 Harrachov 1983
La 6e édition des championnats du monde de vol à ski s'est déroulée le 1er janvier 1981 à Oberstdorf en Allemagne de l'Ouest.

## Résultats

### Individuel
| Médaille | Concurrent      | Points |
| Or       | Jari Puikkonen  | 1201.0 |
| Argent   | Armin Kogler    | 1140.5 |
| Bronze   | Tom Levorstad   | 1068.0 |
| 4e       | Markku Reijonen |        |
| 5e       | Horst Bulau     |        |
| 6e       | Halvor Asphol   |        |